# Сардана
Сарда́на или сарда́нас (кат. sardanes) — каталонский народный круговой танец, размер 6/8. Его участники выстраиваются в круг и, взявшись за руки, совершают определённые движения. Танец сопровождается духовым оркестром. Количество участников неограниченно.

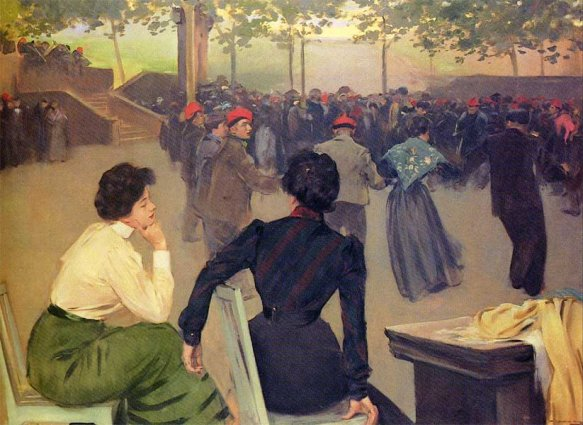
Рамон Касас. Танцующие сардану у церкви Св. Роха в Олоте. 1901—1902.

Нет точной даты и места появления сарданы, но известно, что танец популярен с XVI века. Сардана выражает национальный дух каталонцев, символизирует их единство. Этот танец также называли «танцем протеста», ведь его исполняют не профессиональные танцоры, а простой народ, не на сцене, а на площади. В годы диктатуры Франко сардана была официально запрещена.
Сейчас распространены, в основном, два типа этого танца: исторический оригинальный стиль — короткая сардана (кат. sardana curta) и более популярный современный стиль — долгая сардана (кат. sardana llarga).
Сардану часто танцуют прямо на площадях под музыку уникальных национальных оркестров кобла. В испанской и французской Каталонии насчитывается около 130 таких оркестров, в основном любительских. За пределами Каталонии известен только один оркестр коблы — Cobla La Principal d’Amsterdam (Амстердам).
Нередко участники, во избежание карманных краж, перед началом танца складывают свои вещи в центр танцевального круга, чтобы иметь возможность следить за ними.